# Ferrovie dello Stato Italiane

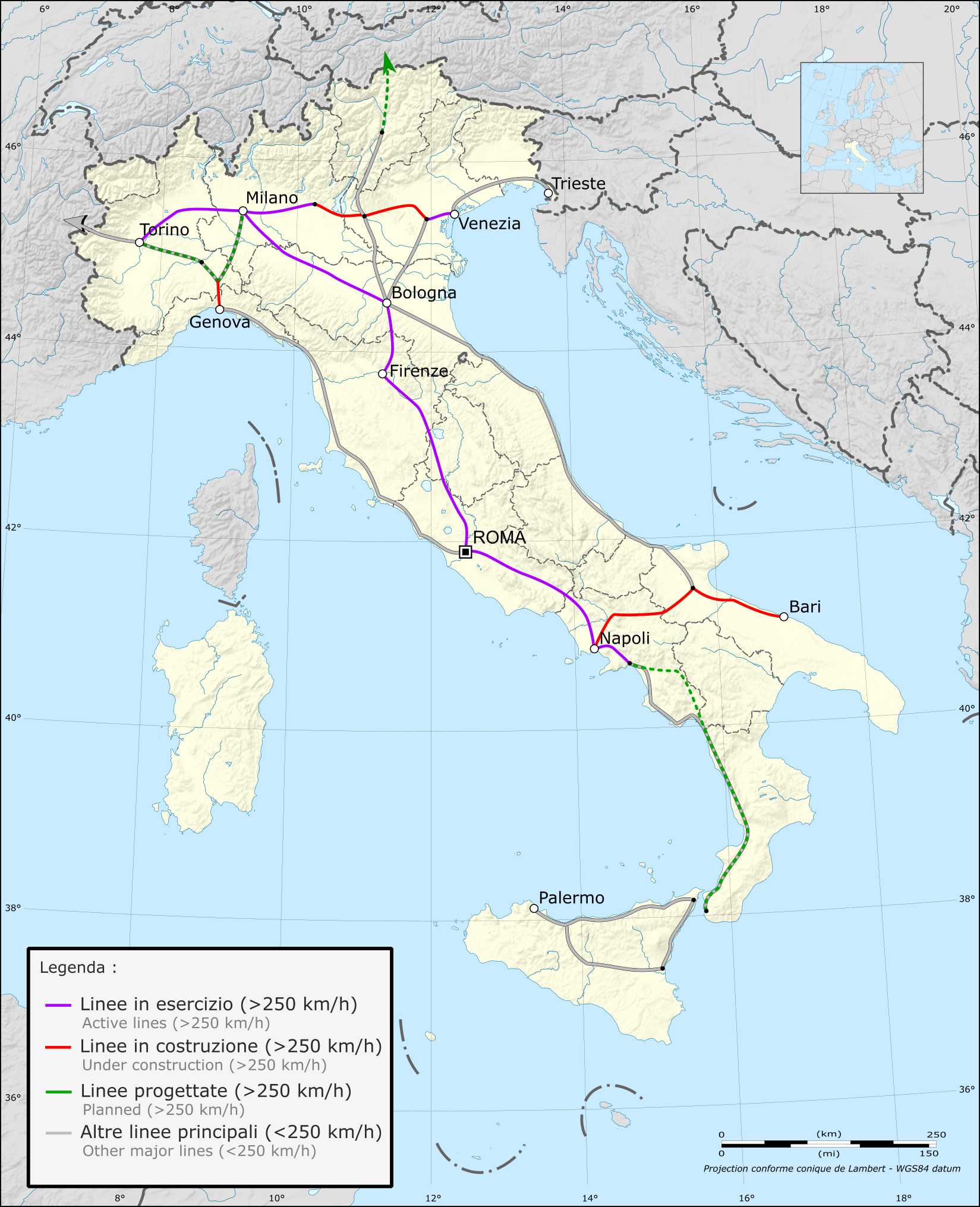
Netwerk van hogesnelheidlijnen (2006)

De Ferrovie dello Stato Italiane (FS; Italiaans voor "Italiaanse staatsspoorwegen") is de nationale spoorwegmaatschappij van Italië.
De eerste spoorweg in het huidige Italië werd op 3 oktober 1839 geopend en verbond Napels met Portici; beide steden lagen destijds in het Koninkrijk der Beide Siciliën. Op 1 juli 1905 werden alle spoorwegmaatschappijen samengevoegd in een landelijke organisatie, de Ferrovie dello Stato met de staat als enige eigenaar. In 1985 werd de onderneming op enige afstand geplaatst van de overheid, het werd een bedrijf maar alle aandelen bleven in handen van de overheid. In november 2015 nam de regering een besluit om maximaal 40% van de aandelen op de beurs te noteren.
In 2000 werd de FS gereorganiseerd en op 1 juni 2000 werden exploitatie en infrastructuur van elkaar gescheiden. Sindsdien is Trenitalia verantwoordelijk voor het reizigers- en goederenvervoer per spoor en is Rete Ferroviaria Italiana (RFI) verantwoordelijk voor de railinfrastructuur. Andere FS-bedrijven zijn verantwoordelijk voor bijvoorbeeld de stations.
Op 24 februari 1977 werd tussen Roma Termini en Città della Pieve het eerste deel van een hogesnelheidslijn in Europa geopend. Dit 138 km lange traject is onderdeel van de hogesnelheidslijn Florence-Rome, die in de jaren tachtig werd voltooid. Het hogesnelheidsnet groeide in de decennia daarna uit tot 1400 kilometer spoor langs steden als Rome, Milaan en Venetië.
Het Italiaanse spoorwegnet was in 2014 zo'n 16.700 kilometer lang, waarvan meer dan de helft geëlektrificeerd met 3000 volt gelijkspanning. In 2014 bestond het aanbod uit 8000 treinen per dag en werden in het jaar in totaal zo'n 600 miljoen passagiers en 60 miljoen ton vracht vervoerd. Het bood werk aan 70.000 medewerkers.